# اسپیرانو
اسپیرانو (به ایتالیایی: Spirano) یک کومونه در ایتالیا است که در استان برگامو واقع شده‌است.

## خصوصیات
اسپیرانو ۹٫۵ کیلومترمربع مساحت و ۴٬۹۰۴ نفر جمعیت دارد و ۱۵۴ متر بالاتر از سطح دریا واقع شده‌است.